# Risama
Risama es una ciudad censal situada en el distrito de Gondia en el estado de Maharashtra (India). Su población es de 6925 habitantes (2011). Se encuentra a 23 km de Gondia.

## Demografía
Según el censo de 2011 la población de Risama era de 6925 habitantes, de los cuales 3485 eran hombres y 3440 eran mujeres. Risama tiene una tasa media de alfabetización del 90,94%, superior a la media estatal del 82,34%: la alfabetización masculina es del 95,76%, y la alfabetización femenina del 86,10%.